# ایچیجو سانه‌ماسا
ایچیجو سانه‌ماسا (به ژاپنی: 一条 実雅 いちじょう さねまさ)؛ تولد ۱۱۹۶ – مرگ ۶ مه ۱۲۲۸ میلادی - یک اشراف درباری داماد دومین شیکّن در شوگون‌سالاری کاماکورا، هوجو یوشیتوکی اهل ژاپن بود.
او فرزند خوانده سایونجی کیمیتسونه، شوهر خواهرش شد. در سال ۱۲۱۷ به ایو نو کامی منصوب شد و سال بعد در سال ۱۲۱۸ نیز به عنوان سرلشکر چپ مشغول به کار شد، بنابراین او را سرلشکر ایو نامیدند. در همان سال، او به کاماکورا رفت تا به منصب وزیر چپ را به شوگون میناموتو نو سانه‌تومو پیشنهاد دهد. او به زندگی در کاماکورا ادامه داد و در ژانویه ۱۲۱۹، میناموتو نو سانه‌تومو را در بازدید از معبد تسوروگائوکا هاچیمانگو همراهی کرد و در آنجا شاهد ترور او بود. پس از آن، میتورا (بعداً کوجو یوریتسونه)، که نوه خواهرش بود، به عنوان شوگون بعدی و چهارم کاماکورا انتخاب شد، بنابراین زمانی که او به سمت کاماکورا می‌رفت از کیوتو به پدر میتورا پیشنهاد شوگونی داده شد. در ۲۰ اکتبر ۱۲۱۹ با دختر شیکن هوجو یوشیتوکی ازدواج کرد و همسرش در ۶ اوت ۱۲۲۰ یک پسر به دنیا آورد. او در ۱۲ فوریه ۱۲۲۲ یک دختر دیگر به دنیا آورد. در سال ۱۲۲۱ به سانوکی نو کامی ارتقاء یافت و در سال ۱۲۲۲ در حالی که هنوز در منطقه کانتو بود به عنوان مشاور شورا منصوب شد و به مقام اشراف دربار یا کوگه ارتقا یافت. او به‌عنوان دستیار نزدیک میتورا و داماد یوشیتوکی، در داخل شوگون‌سالاری نیز مشارکت داشت و با جمع‌آوری گوکه‌نین و انجام آموزش‌های نظامی به تنهایی، مقدار مشخصی از قدرت را در شوگون سالاری ایجاد کرد.
با این حال، در سال ۱۲۲۴ حادثه ایگا رخ داد که در آن مادر همسرش و همسر دوم یوشیتوکی، ایگا نو کاتا و برادر بزرگترش، ایگا میتسومونه، سعی کردند از پسر ارشد ایگا نو کاتا، هوجو ماسامورا، به عنوان جانشین پدرش پس از مرگ یوشیتوکی حمایت کنند و همچنین نقشه انتصاب سانه‌ماسا به عنوان شوگون جدید برای جایگزینی با کوجو یوریتسونه را داشت. پس از شکست این طرح، ایچیجو سانه‌ماسا از همسرش جدا شد، ابتدا به کیوتو بازگردانده شد و سپس به ولایت اچیزن تبعید شد.
با این حال، هوجو یاسوتوکی شایعات شورش علیه خاندان ایگا را رد کرد و حتی در آزوما کاگامی هرگز به صراحت اعلام نشده که خاندان ایگا قصد شورش را داشته است، فقط نوشته شده است که خاندان ایگا توسط هوجو ماساکو از قدرت خلع شده است؛ بنابراین، نظریه ای وجود دارد مبنی بر اینکه حادثه ایگا توسط ماساکو ساخته شده است، زیرا او واهمه داشت که نفوذ او به دلیل جایگزین شدن توسط کاماکورا-دونو یا افرادی که از خاندان هوجو نبودند کاهش یابد و این باعث شد تا به زور خاندان ایگا را که همسر دوم یوشیتوکی بود نابود کرد.
چهار سال بعد او در سال ۱۲۲۸ در تبعید درگذشت.
دختر یوشیتوکی و ایگا که همسر ایچیجو سانه‌ماسا بود، پس از نوامبر ۱۲۲۵ با کاراهاشی میچیتوکی، اشراف دربار، ازدواج کرد.